# فيكتور رودريغيز
فيكتور رودريغيز (7 سبتمبر 1987 أندورا - ) هو لاعب كرة قدم أندوري يلعب كمدافع.

## روابط خارجية
- فيكتور رودريغيز على موقع الاتحاد الأوربي (الإنجليزية)
- فيكتور رودريغيز على موقع قاعدة بيانات كرة القدم.إي يو (الإنجليزية)
- فيكتور رودريغيز على موقع ناشيونال فوتبول تيمز (الإنجليزية)
- فيكتور رودريغيز على موقع Soccerway.com (الإنجليزية)
- فيكتور رودريغيز على موقع عالم كرة القدم.نت (الإنجليزية)